# Cuitlana venusta
Cuitlana venusta är en insektsart som beskrevs av Carl Stål 1864. Cuitlana venusta ingår i släktet Cuitlana och familjen dvärgstritar. Inga underarter finns listade i Catalogue of Life.